# Karl Rainer (Politiker)
Karl Rainer (* 9. April 1936 in Oberhart bei Sankt Martin im Sulmtal; † 16. März 2022) war ein österreichischer Politiker (SPÖ) und Gewerkschafter.
Vom 28. Oktober 1981 bis zum 18. Oktober 1991 gehörte er dem steirischen Landtag in zwei Gesetzgebungsperioden als Landtagsabgeordneter an.

## Leben und Wirken
Karl Rainer wurde am 9. April 1936 in Oberhart bei St. Martin im Sulmtal geboren und besuchte sowohl die Volksschule als auch die Hauptschule und die Berufsschule für Metall in Wies. Nachdem er seine Meisterprüfung als Schlosser abgeschlossen hatte, trat er in die B-Gendarmerie, den Vorläufer des heutigen österreichischen Bundesheeres, ein und holte anschließend 1962 seine Matura nach. Während dieser Zeit war er als Amtsassistent in der Grazer Schönaukaserne stationiert. Bereits mit 19 Jahren heiratete er seine Ehefrau Helga, mit der er bis zu seinem Tod über 67 Jahre lang verheiratet bleiben sollte. Aus dieser Ehe gingen eine Tochter und ein Sohn hervor. Ab dem Jahre 1966 war Rainer in der Gewerkschaft der Privatangestellten tätig und war zudem zwischen 1966 und 1967 Angestellter der steirischen Arbeiterkammer. An der Sozialakademie der Arbeiterkammer in Mödling erhielt er seine Fortbildung und war danach knapp 20 Jahre für die Gewerkschaft tätig, ehe er im Jahre 1984 zum Landessekretär der Gewerkschaft der Privatangestellten aufstieg. Daneben war er zudem von 1985 bis 2003 in der Mitgliedervertretung sowie im Aufsichtsrat der Merkur Versicherung im Einsatz und hatte zudem von 1992 bis 2003 die Funktion als Aufsichtsratspräsident inne.
Im Oktober 1981 wurde Rainer als Abgeordneter zum steirischen Landtag angelobt und blieb in weiterer Folge fast auf den Tag genau zehn Jahre lang dem Landtag als Abgeordneter erhalten. Dabei gehörte er einer Vielzahl an Ausschüssen an und war beispielsweise Obmann des Finanzausschusses, Mitglied im damaligen Ausschuss für Arbeitsplatzsicherung oder dem Verfassungs- und Verkehrsausschusses. Über mehrere Jahre war er auch gewählter Ordner im steirischen Landtag. Als Abgeordneter der X. und XI. Gesetzgebungsperiode zog er sich nach seinem Ausscheiden am 18. Oktober 1991 gänzlich aus der aktiven Politik zurück. Der Gewerkschaft gehörte er bis zu seiner Pensionierung an.
Für seine Verdienste während seines gewerkschaftlichen und politischen Wirkens wurde ihm das Große Goldene Ehrenzeichen des Landes Steiermark verliehen.
Bis kurz vor seinem Tod lebte Rainer in seinem Haus in Reifnitz bei Maria Wörth in Kärnten und verbrachte die letzten Lebensmonate in der steirischen Landeshauptstadt Graz. Am 16. März 2022, rund drei Wochen vor seinem 86. Geburtstag, starb Rainer und hinterließ seine Ehefrau Helga, eine Schwester, sowie seine beiden Kinder mit Enkel- und Urenkelkinder.